# Tournoi de tennis du Michigan

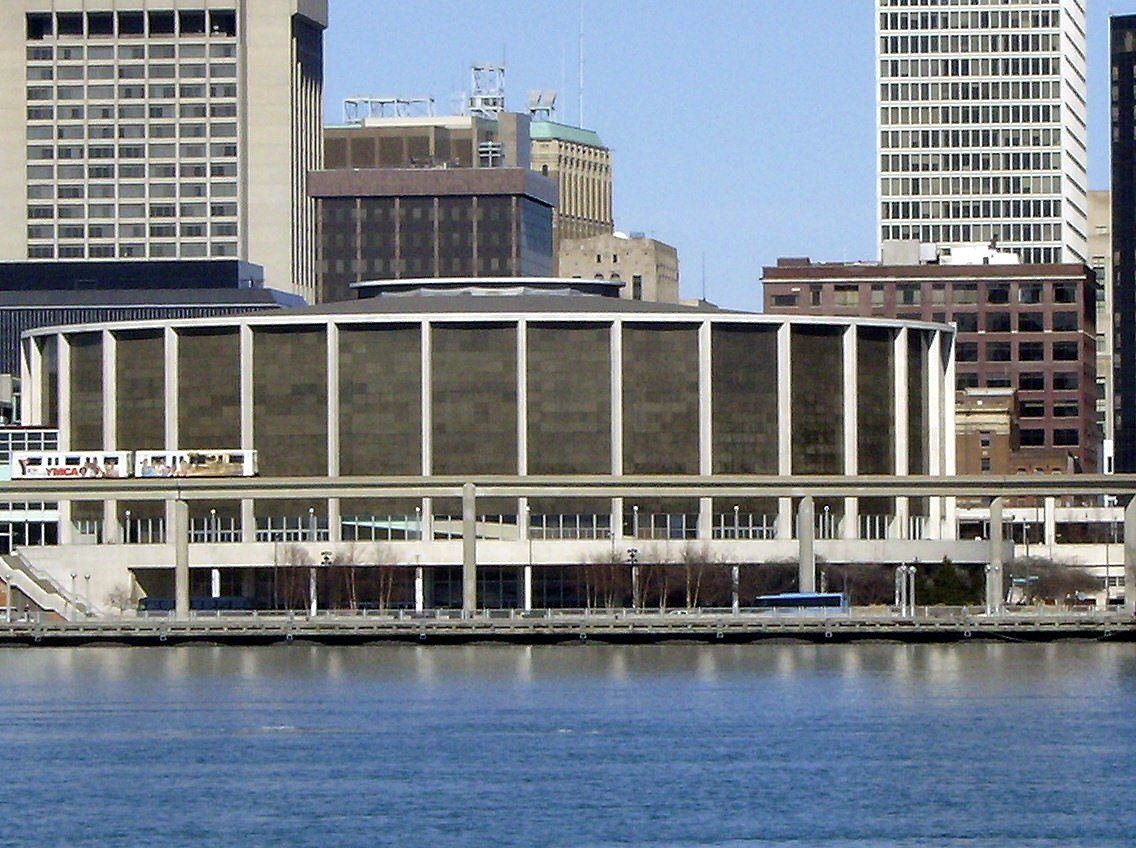
Cobo Arena où a eu lieu le tournoi.

Le tournoi du Michigan (États-Unis) est un tournoi de tennis féminin du circuit professionnel WTA.
Il s'est tenu chaque année à Détroit, sauf en 1972 où il a été organisé à Birmingham. 
La dernière édition de l'épreuve date de 1983.

## Palmarès

### Simple
| No | Date       | Nom et lieu du tournoi                 | Catégorie   | Dotation  | Surface         | Vainqueure           | Finaliste            | Score          |         |
| -- | ---------- | -------------------------------------- | ----------- | --------- | --------------- | -------------------- | -------------------- | -------------- | ------- |
| 1  | 28-02-1972 | K-Mart International, Birmingham (MI)  | WT Pro Tour | 15 000 $  | Moquette (int.) | Kerry Melville       | Rosie Casals         | 6-3, 6-74, 6-4 | Tableau |
| 2  | 28-02-1973 | Virginia Slims of Detroit, Détroit     |             | 25 000 $  | Moquette (int.) | Margaret Smith Court | Kerry Melville       | 7-6, 6-3       | Tableau |
| 3  | 20-02-1974 | Virginia Slims of Detroit, Détroit     | VS Tour     | 50 000 $  | Moquette (int.) | Billie Jean King     | Rosie Casals         | 6-1, 6-1       | Tableau |
| 4  | 17-02-1975 | Virginia Slims of Detroit, Détroit     |             | 75 000 $  | Moquette (int.) | Evonne Goolagong     | Margaret Smith Court | 6-3, 3-6, 6-3  | Tableau |
| 5  | 17-02-1976 | Virginia Slims of Detroit, Détroit     |             | 75 000 $  | Moquette (int.) | Chris Evert          | Rosie Casals         | 6-4, 6-2       | Tableau |
| 6  | 21-02-1977 | Virginia Slims of Detroit, Détroit     |             | 100 000 $ | Moquette (int.) | Martina Navrátilová  | Sue Barker           | 6-4, 6-4       | Tableau |
| 7  | 20-02-1978 | Virginia Slims of Detroit, Détroit     |             | 100 000 $ | Moquette (int.) | Martina Navrátilová  | Dianne Fromholtz     | 6-3, 6-2       | Tableau |
| 8  | 19-02-1979 | Avon Championships of Detroit, Détroit |             | 150 000 $ | Moquette (int.) | Wendy Turnbull       | Virginia Ruzici      | 7-5, 1-6, 7-6  | Tableau |
| 9  | 18-02-1980 | Avon Championships of Detroit, Détroit |             | 200 000 $ | Moquette (int.) | Billie Jean King     | Evonne Goolagong     | 6-3, 6-0       | Tableau |
| 10 | 02-02-1981 | Avon Championships of Detroit, Détroit |             | 150 000 $ | Moquette (int.) | Leslie Allen         | Hana Mandlíková      | 6-4, 6-4       | Tableau |
| 11 | 01-02-1982 | Avon Championships of Detroit, Détroit | Champ’s     | 150 000 $ | Moquette (int.) | Andrea Jaeger        | Mima Jaušovec        | 2-6, 6-4, 6-2  | Tableau |
| 12 | 03-10-1983 | Virginia Slims of Detroit, Détroit     |             | 150 000 $ | Moquette (int.) | Virginia Ruzici      | Kathy Jordan         | 4-6, 6-4, 6-2  | Tableau |

### Double
| No | Date       | Nom et lieu du tournoi                | Catégorie   | Dotation  | Surface         | Vainqueures                          | Finalistes                    | Score         |         |
| -- | ---------- | ------------------------------------- | ----------- | --------- | --------------- | ------------------------------------ | ----------------------------- | ------------- | ------- |
| 1  | 28-02-1972 | K-Mart International Birmingham (MI)  | WT Pro Tour | 15 000 $  | Moquette (int.) | Judy Tegart-Dalton Françoise Dürr    | Rosie Casals Kerry Melville   | 6-1, 6-1      | Tableau |
| 2  | 28-02-1973 | Virginia Slims of Detroit Détroit     |             | 25 000 $  | Moquette (int.) | Rosie Casals Billie Jean King        | Karen Krantzcke Betty Stöve   | 6-3, 3-6, 6-1 | Tableau |
| 3  | 20-02-1974 | Virginia Slims of Detroit Détroit     | VS Tour     | 50 000 $  | Moquette (int.) | Rosie Casals Billie Jean King        | Françoise Dürr Betty Stöve    | 2-6, 6-4, 7-5 | Tableau |
| 4  | 17-02-1975 | Virginia Slims of Detroit Détroit     |             | 75 000 $  | Moquette (int.) | Lesley Hunt Martina Navrátilová      | Françoise Dürr Betty Stöve    | 2-6, 7-5, 6-2 | Tableau |
| 5  | 17-02-1976 | Virginia Slims of Detroit Détroit     |             | 75 000 $  | Moquette (int.) | Mona Guerrant Ann Kiyomura           | Chris Evert Betty Stöve       | 6-3, 6-4      | Tableau |
| 6  | 21-02-1977 | Virginia Slims of Detroit Détroit     |             | 100 000 $ | Moquette (int.) | Martina Navrátilová Betty Stöve      | Janet Newberry Joanne Russell | 6-3, 6-4      | Tableau |
| 7  | 20-02-1978 | Virginia Slims of Detroit Détroit     |             | 100 000 $ | Moquette (int.) | Billie Jean King Martina Navrátilová | Kerry Reid Wendy Turnbull     | 6-3, 6-4      | Tableau |
| 8  | 19-02-1979 | Avon Championships of Detroit Détroit |             | 150 000 $ | Moquette (int.) | Wendy Turnbull Betty Stöve           | Sue Barker Ann Kiyomura       | 6-4, 7-6      | Tableau |
| 9  | 18-02-1980 | Avon Championships of Detroit Détroit |             | 200 000 $ | Moquette (int.) | Billie Jean King Ilana Kloss         | Kathy Jordan Anne Smith       | 3-6, 6-3, 6-2 | Tableau |
| 10 | 02-02-1981 | Avon Championships of Detroit Détroit |             | 150 000 $ | Moquette (int.) | Rosie Casals Wendy Turnbull          | Hana Mandlíková Betty Stöve   | 6-4, 6-2      | Tableau |
| 11 | 01-02-1982 | Avon Championships of Detroit Détroit | Champ’s     | 150 000 $ | Moquette (int.) | Leslie Allen Mima Jaušovec           | Rosie Casals Wendy Turnbull   | 6-4, 6-0      | Tableau |
| 12 | 03-10-1983 | Virginia Slims of Detroit Détroit     |             | 150 000 $ | Moquette (int.) | Kathy Jordan Barbara Potter          | Rosie Casals Wendy Turnbull   | 6-4, 6-1      | Tableau |